# Cantilever Range
Die Cantilever Range ist eine Gebirgsgruppe im Südwesten der kanadischen Provinz British Columbia. Sie ist eine Teilkette der Lillooet Ranges, welche selbst zu den Pacific Ranges der Coast Mountains gehört. Ihre Fläche beträgt etwa 475 km²; ihre Ost-West-Ausdehnung beträgt etwa 31 km, die Nord-Süd-Ausdehnung etwa 18 km. Die Cantilever Range erstreckt sich westwärts vom Fraser River, gerade südwestlich von Lytton zwischen den Tälern des Stein River im Norden und des Kwoiek Creek im Süden.
Die Cantilever Range bildet den höchsten Abschnitt der Lillooet Ranges und wird vom Skihist Mountain (2968 m) gekrönt, dem höchsten Berg im Südwesten von British Columbia. Der nächsthöchste Berg ist der nahegelegene Petlushkwohap Mountain (2939 m). Die meisten anderen Gipfel in der Kette, die eher ein Grat zwischen den sie definierenden Wassereinzugsgebieten ist, können mehr oder weniger als Nebengipfel dieser beiden betrachtet werden.
An der Nordseite der Cantilever Range liegt der Stein Valley Nlaka'pamux Heritage Park.